# Eva Rivas
Valeria Aleksandrovna Resjetnikova-Tsatoerjan (Russisch: Валерия Александровна Решетникова-Цатурян) (Rostov aan de Don,13 juli 1987) - artiestennaam Eva Rivas - (Armeens: Եվա Ռիվաս, Russisch: Ева Ривас) is een Armeense zangeres.

## Biografie
Rivas groeide op als kind van Armeens-Russische ouders in Rostov aan de Don, Rusland.
Rivas wist van jongs af aan dat ze zangeres wilde worden. Op tienjarige leeftijd won ze al haar eerste talentenwedstrijd.
Op 4 februari 2010 bevestigde Rivas dat zij Armenië zou willen vertegenwoordigen op het Eurovisiesongfestival 2010 in Oslo, Noorwegen. Tien dagen later, op 14 februari, won Rivas de Armeense voorronde voor het festival, waardoor ze voor haar land naar Oslo mocht. Haar winnende lied heette Apricot Stone (Abrikozenpit), geschreven door Karen Kavalerjan en gecomponeerd door Armen Martirosjan.
Om haar liedje te promoten, bezocht Rivas in de weken voorafgaand aan het Eurovisiesongfestival enkele Europese landen, waaronder Nederland. Op 2 mei 2010 bezocht ze de Armeense Kerk in Almelo, waar zij een abrikozenboom plantte met wethouder van cultuur Van Woudenbergh.
Op 27 mei 2010 kwam Rivas namens Armenië uit in de tweede halve finale van het Eurovisiesongfestival. Hierin eindigde zij als zesde, waarmee zij zich kwalificeerde voor de finale, twee dagen later. In de finale kreeg ze 141 punten en werd ze zevende.
Eva Rivas was jurylid bij The Voice in Armenië.